# Elektromagnetische Artikulographie

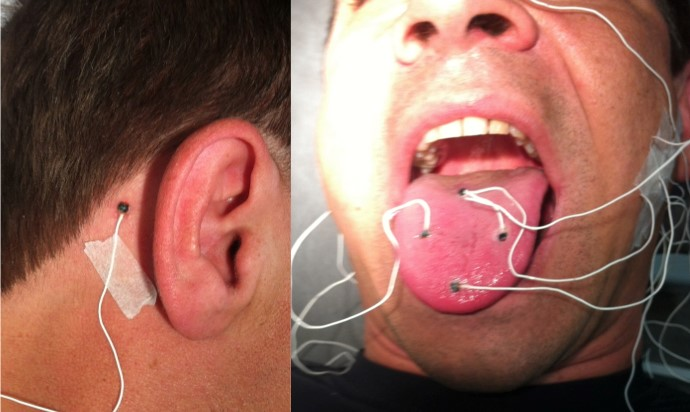
Angebrachte Sensoren zur Durchführung einer EMA-Messung

Mögliche Anordnung der Sensoren in der Sagittalebene

Elektromagnetische Artikulographie bzw. -grafie (kurz EMA) ist ein Verfahren zur Messung artikulatorischer Bewegungsabläufe beim Sprechen und Schlucken. Es erlaubt eine kontinuierliche räumliche und zeitliche Aufzeichnung der Zungen-, Lippen- und Kieferbewegungen eines Patienten oder Probanden und wird daher vorwiegend im Rahmen kieferorthopädischer Diagnostik sowie zur Analyse lingualer Sprechbewegungen genutzt.

## Anwendung

### Funktionsweise
Durch induktive Abstandsmessung können die Positionen einzelner an beliebigen Stellen auf den Artikulationsorganen angebrachter Empfängerspulen (Sensoren mit einem Durchmesser von etwa 3 mm) für die Dauer einer Äußerung mit vergleichsweise hoher Genauigkeit festgestellt und anschließend in einem zwei- oder dreidimensionalen kartesischen Koordinatensystem dargestellt werden. Dazu werden alternierende elektromagnetische Felder verwendet, die durch mindestens drei (ursprünglich zwei) im Bereich um den Kopf – zumeist an einer helmartigen Konstruktion – befestigte Senderspulen erzeugt werden. Zur Erfassung der Sprechbewegungen wird innerhalb dieses Magnetfelds nun dauerhaft der Abstand der Sensoren zu ebendiesen Senderspulen berechnet. Die Anbringung dieser Sensoren erfolgt dabei in variierender Anzahl mit einem Abstand von mindestens 10 mm zumeist an Ober- und Unterlippe, dem Ober- respektive Unterkiefer sowie an Zungenspitze, -blatt und -rücken, seltener auch am Gaumensegel oder an den Schneidezähnen.

### Auswertung

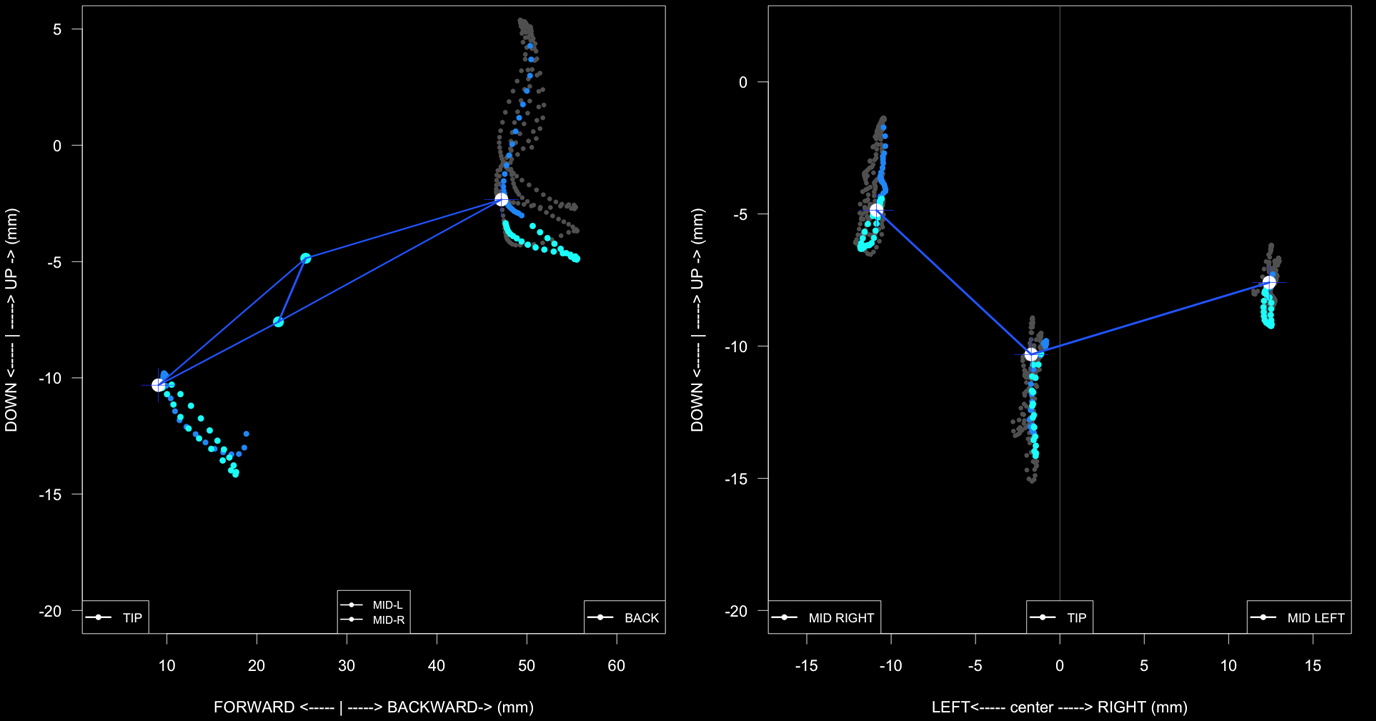
Graphische Darstellung der Zungenbewegungen

Die aus der Messung resultierende graphische Darstellungsform lässt sich im Anschluss zusammen mit der zeitgleich durch ein Mikrofon aufgezeichneten Audiospur am Computer hinsichtlich der Motorik der am Sprechprozess beteiligten Organe auswerten und analysieren, um Dysgnathien oder andere orale Fehlfunktionen erkennen und gezielt behandeln zu können. Die Genauigkeit der Messung im elektromagnetischen Feld liegt dabei etwa im Bereich von 0,5 mm. Sollten sich einzelne oder mehrere Spulen während der Aufzeichnung verdrehen oder verschieben, ist eine Korrektur am Rechner möglich.
Ein großer Vorteil gegenüber anderen gängigen Untersuchungsmethoden, beispielsweise der Elektropalatografie, ist die permanente Sichtbarkeit der Zungenposition, unabhängig davon, ob gerade eine Verengung am Artikulationsort vorliegt oder nicht (so wie z. B. bei der Produktion von Vokalen). Dabei kann die orale Anbringung der Sensoren für den Patienten unter Umständen sprechbehindernd und unangenehm sein, die durchschnittliche Feldstärke des Messfeldes befindet sich mit maximal 1,7 µT (Miktrotesla) jedoch im für Menschen gesundheitlich unbedenklichen Bereich, was im Gegensatz zu Untersuchungen mit Fluoroskopie auch längere Aufnahmesitzungen ermöglicht.

### Weitere Forschungsbereiche
In der Phonetik wird diese Methode eingesetzt, um Aussagen über die Einflüsse von Aerodynamik, Biomechanik, Linguistik und Motorik auf den beobachtbaren Sprechbewegungsablauf treffen zu können. Des Weiteren wurden hier seit 1993 Möglichkeiten erforscht, die bisher nur auf die Mediosagittalebene beschränkten Messungsergebnisse in Zukunft auch dreidimensional abbilden zu können, was um 2008 in leicht veränderter Experimentsanordnung mit dem elektromagnetischen Artikulographen AG500 der Firma Carstens Medizinelektronik GmbH erstmals gelang. Mittlerweile ist diese Methode in Wissenschaft und Diagnostik etabliert und löste die ähnlich präzise Variante mit zweidimensionaler Darstellungsform weitestgehend ab.
Die erste Messung von Sprechbewegungen mithilfe von elektromagnetischer Artikulographie wurde 1971 vom US-amerikanischen Sprachtherapeuten Thomas J. Hixon beschrieben.